# Алимбекова, Сара
Сара Алимбекова (1900 год, аул Чубар, ТКопальский уезд, Российская империя — дата и место смерти не известны, СССР) — колхозница, Герой Социалистического Труда (1948).

## Биография
Родилась в 1900 году в ауле Чубар (ныне — Ескельдинский район Алматинской области).
С 1930 года работала в сельскохозяйственной артели «Джана-Талап» Талды-Курганского района Талды-Курганской области. C 1936 года по 1948 год была звеньевой полеводческого звена.
В 1947 году полеводческое звено, которым руководила Сара Алимбекова, собрало 863 центнеров сахарной свёклы на участке площадью 2 гектара и 371 центнеров сахарной свёклы на остальных 6 гектарах. За эту трудовую деятельность Сара Алимбекова была удостоена в 1948 году звания Героя Социалистического Труда.
С 1958 года — на пенсии. Проживала в селе Алдабергеново.

## Награды
- Герой Социалистического Труда — Указом Президиума Верховного Совета от 28 марта 1948 года
- Орден Ленина (1948)
- Медаль «За доблестный труд в Великой Отечественной войне 1941—1945 гг.»
- Медаль «За трудовую доблесть» (09.04.1947)